# Chata Pieniny
Chata Pieniny – schronisko turystyczne (określane czasami jako hotel), w miejscowości Leśnica na Słowacji w Pieninach. Położone jest na wysokości 485 m, w dolnym biegu Leśnickiego Potoku u stóp Bystrzyka (704 m).
Obiekt dysponuje 51 miejscami noclegowymi w pokojach 1-6 osobowych. Prowadzi pełne wyżywienie (restauracja, winiarnia), zajmuje się również organizacją imprez okolicznościowych i regionalnych.

## Piesze szlaki turystyczne
Czerwony Klasztor – Przełęcz pod Klasztorną Górą (605 m) – Limierz (677 m) – Leśnica – Chata Pieniny – ujście Leśnickiego Potoku do Dunajca (Droga Pienińska, dojście do  do Szczawnicy lub Czerwonego Klasztoru).